# Дюксин
Дю́ксин — село в Україні, у Рівненському районі Рівненської області. Населення становить 1325 осіб. Входить до ОТГ Деражне. До 2016 року було центром Дюксинської сільської ради. Нині входить до Деражненського сільської ради
Дюксин (пол. Duxin) (в документах Духсин, Доксин, Диксин) одне з найстаріших поселень західної України. Річка Горинь тут особливо красива в обрамленні густих верболозів. За народними оповідями село Дюксин було засноване двома братами, які мовляв, після довготривалого плавання зупинились тут при високому березі Горині для відпочинку. Оглянувши мальовничу околицю, вирішили осісти . Невдовзі появився малий хутірець який назвали Дюксином, оскільки у ньому проживали дюксинці — знамениті мисливці і риболови. Інша легенда твердить що засновником села є сім'я Дюка, який заснувавши свій хутір, піклувався про нього, лікував людей, пізніше його справу продовжив син. За оповідями людей саме на честь Дюка і його сина, назвали село.
За іншою версією, село засноване Князем, який відпочива тут перед тим як перебратися на іншу сторону річки Горинь. 
Дукс (лат. Dux; множ. Duces) - в Римській імперії і Візантії - звання військового вождя або лідера. Duc - чоловіче ім'я, похідне з латинської. Дукс – начальник, пізніше також використовувалось для позначення ватажків варварських войовничих племен. У ІХ-Х столітті він перетворився на титул спадкових володарів племен, пізніше територіальних правителів. У польській мові «dux»  перекладається як вожак, командир, генерал, князь .
Діалектично щодо назви села, тут варто лише говорити про особливості вимови її діалектоносіями. Фонетично це можна записати так [д іỳ к с ин], хоча звучить як дифтонг [іу]. Але голосний [і] тут під більшим наголосом,  тому частіше кажуть [д і к с и н], де [і] наближається у вимові до [и]. Отже, назва  має іншомовне походження з германських мов, а саме корінь dux, який вказує на статус князівства. Діалектоносії імовірно намагались пристосувати власне нашу вимову до кореня романо-германського походження, до назви додали власне український суфікс [ин], що позначає приналежність комусь, чиюсь власність, як-от: Маріїн, Миколин.
Перша письмова згадка про село — 1446 р."20 листопада 1446, в селі Несвіч князь Свидриґайло Ольґердович слузі за вірну службу надав кн. Івану Дмитровичу дозвіл про повернення Острожця та інших сіл: Косарів, Блищани, Теренош, Войниця на річці Іква, Перекали у Радомишля, а біля Стубли - Дюксин, Суськ на річці Горині.
На початок XVI ст.  володіння Дмитра Острозького. Згодом належали нащадкам Івана Дмитровича, Головані-Острожецькі. 
У середині 16 ст. Дюксин належало до Доростайських. В 1577 р. село належало до Клеванської волості княгині Іванової Чарторийської, яка платила з 8 дим. і 2 город. В 1587 р. Дюксин належав до Жуковецької волості князя Олександра Пронського, луцького старости. Дюксин перебував у власності білорусько-литовського магнатського роду Сапег, Ходкевичів,  а також кількох поміщиків. 
Від найдавніших часів в Дюксині був великий сплав лісу, тут зв'язували великі каравани плисів, що йшли до Дніпра Горинню і Прип'яттю. В околицях села, особливо над річками, часті знахідки кремінних і камінних знарядь. Навколо села чимало памяток археології місцевого значення.
В 1887 р. було 129 будинків і 889 жителів, дерев'яна церква з 1775 р. 
20 вересня 2015 року архієпископ Рівненський і Острозький Іларіон освятив храм на честь святого архістратига Божого Михаїла

## Відомі люди
У селі народилися:
- Хасевич Ніл Антонович (псевд. Бей, Зот, Старий; 13.11.1905 — 4.3.1952) — український художник, графік, автор ескізів усіх нагород УПА та УГВР, лицар Срібного Хреста Заслуги та медалі «За боротьбу в особливо важких умовах».. Псевда: Бей-Зот, Левко, Рибалка, 333, Старий, Джміль;
- Профорук Олександр Юрійович - вчитель, краєзнавець, автор книги "Історія Дюксина через віхи століть";[5]
- Валерій Адамович Опанасюк -  Герой України з удостоєнням ордена «Золота Зірка» (21 листопада 2014, посмертно);
- Рибачок Леонід Ростиславович -  Керівник ОП санаторій "Червона калина" ім. М. Сивого та директор ТЗОВ " ВОДОГРАЙ ";
- Ющик Юлія Миколаївна — українська бандуристка;
- Овдійчук Ольга Вікторівна — відома футболістка.